# 立位 (性行為)

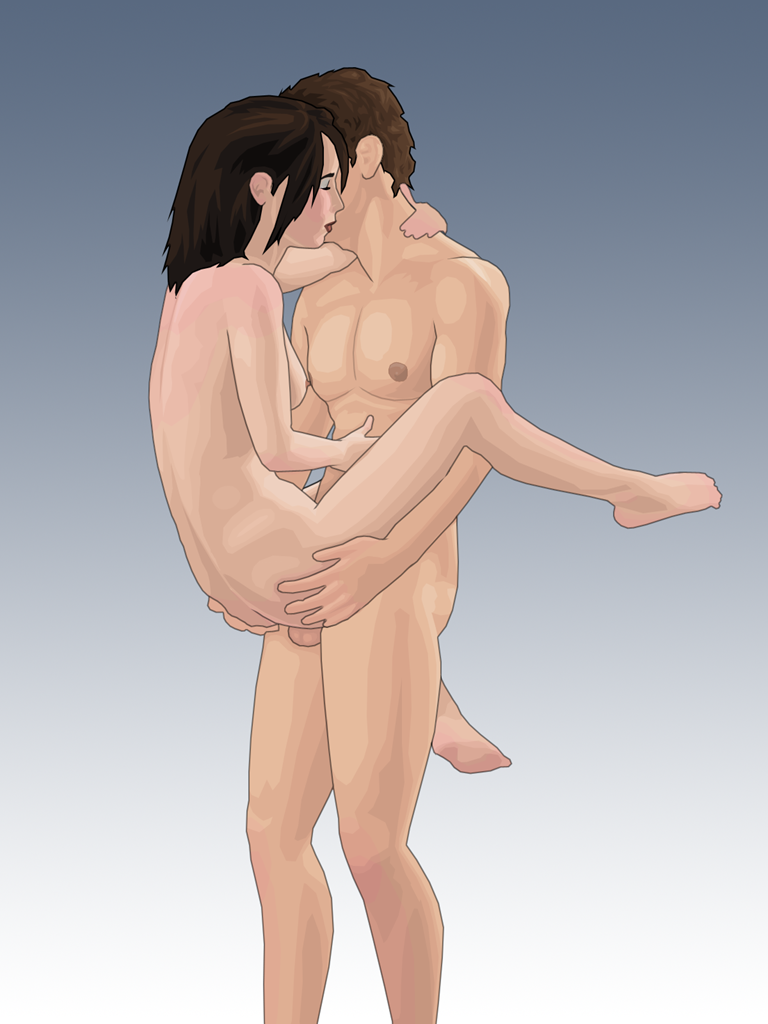
立位

立位（りつい）とは、男女両方もしくは一方が立った姿勢で行う性行為の体位のこと。
男女のお互いが向き合って挿入する「対面立位」と、背を向けた女性の後ろから挿入する「背面立位」（立ちバック）に大別される。
対面立位のうち、男性が女性の片脚を持ち上げて行うものを四十八手では「立ち鼎（たちかなえ）」と呼ぶ。対面立位の姿勢で、男性が女性の腰を抱き上げる体位を四十八手では「櫓立ち（やぐらだち）」と呼び、駅弁などの呼称でも知られる。
背面立位には四十八手でいう「碁盤攻め（ごばんぜめ）」「仏壇返し（ぶつだんがえし）」などがある。